# جيمس نيل (مجدف)
جيمس نيل (بالإنجليزية: James Matthew Neil)‏ هو مجدف أمريكي، ولد في 15 مايو 1968 في بوفالو في الولايات المتحدة.

## وصلات خارجية
- جيمس نيل على موقع الاتحاد الدولي للتجديف (الإنجليزية)
- جيمس نيل على موقع اللجنة الأولمبية الدولية (الإنجليزية)
- جيمس نيل على موقع أوليمبيديا (الإنجليزية)